# Apicia arbuaria
Apicia arbuaria är en fjärilsart som beskrevs av Walker 1860. Apicia arbuaria ingår i släktet Apicia och familjen mätare. Inga underarter finns listade i Catalogue of Life.